# Microlepidozia pauciflora
Microlepidozia pauciflora là một loài rêu tản trong họ Lepidoziaceae. Loài này được (Dicks.) Schljakov miêu tả khoa học lần đầu tiên năm 1976.